# Bob na ZOI 2014.
Natjecanja u bobu na Zimskim olimpijskim igrama 2014. u Sočiju održavala su se od 16. do 23. veljače 2014. na stazi Sanki u Krasnajskoj Poljani.

## Natjecanja

### Muškarci
| disciplina             | zlato                                                                       | vrijeme | srebro                                                                   | vrijeme | bronca                                                               | vrijeme |
| Dvosjed (muškarci)     | Rusija Aleksandr Zubkov Aleksej Voevoda                                     | 3:45,39 | Švicarska Beat Hefti Alex Baumann                                        | 3:46,05 | SAD Steven Holcomb Steven Langton                                    | 3:46,27 |
| Četverosjed (muškarci) | Rusija Aleksandr Zubkov Dmitrij Trunenkov Aleksej Negodajlo Aleksej Voevoda | 3:40,60 | Latvija Oskars Melbārdis Arvis Vilkaste Daumants Dreiškens Jānis Strenga | 3:40,69 | SAD Steven Holcomb Steven Langton Curtis Tomasevicz Christopher Fogt | 3:40,99 |

### Žene
| disciplina | zlato                                  | vrijeme | srebro                           | vrijeme | bronca                      | vrijeme |
| Dvosjed    | Kanada Kaillie Humphries Heather Moyse | 3:50,61 | SAD Elana Meyers Lauryn Williams | 3:50,71 | SAD Jamie Greubel Aja Evans | 3:51,61 |